# Eucodonidae
Eucodonidae är en familj av nässeldjur. Eucodonidae ingår i ordningen Hydroida, klassen hydrozoer, fylumet nässeldjur och riket djur.
Familjen innehåller bara släktet Eucodonium.